# نيوبنتيل جليكول
نيوبنتيل جليكول ( الاسم حسب الاتحاد الدولي للكيمياء البحتة والتطبيقية: 2,2-ثنائي ميثيل بروبان-1,3-ديول) هو مركب كيميائي عضوي.
يتم استخدامه في تصنيع البوليستر والدهانات ومواد التشحيم والملدنات. يتم استخدامه في تصنيع البوليستر؛ لأنه يعزِّز استقرار المنتج تجاه الحرارة والضوء والماء. يمكن إنتاج إسترات تشحيم اصطناعية ذات إمكانية منخفضة عن طريق جعل الإستر يتفاعل مع الأحماض الدهنية أو الكربوكسيلية، ويساعد في الأكسدة أو التحلل المائي، مقارنة بالإسترات الطبيعية.

## ردود الفعل
يتم تصنيع نيوبنتيل جليكول صناعياً عن طريق تفاعل الألدول بين الفورمالدهيد والإيزوبيوتيرالدهيد. ويؤدي ذلك إلى إنشاء هيدروكسي بيفالديهيد الوسيط، والذي يمكن تحويله إلى نيوبنتيل جليكول إما عبر تفاعل كانيزارو مع الفورمالدهيد الزائد، أو عن طريق الهدرجة باستخدام البلاديوم على الكربون.
بسبب ميله إلى تكوين مشتقات دورية (طالع تأثير ثورب-إنجولد)، فإنه يستخدم كمجموعة حماية للكيتونات، مثال ذلك استخدامه في تخليق الجيستودين. وبالمثل فإنه يعطي إسترات حمض البورونيك، والتي يمكن أن تكون مفيدة في تفاعلات الازدواج المتبادل.
ينتج عن تفاعل تكثيف نيوبنتيل جليكول مع دي-تيرت-بوتيلفينول-2,6 سي جي بي-7930.
نيوبنتيل جليكول هو مادة أولية لنيوبنتيل جليكول ديجليسيديل إيثر. يبدأ التسلسل بالألكلة مع إبيكلوروهيدرين باستخدام محفز حمض لويس. يؤدي نزع هيدروكلوريد الهالوهيدرين الناتج باستخدام هيدروكسيد الصوديوم إلى الحصول على الأثير المطلوب.

## بحث
لقد تم الإبلاغ عن أن بلورات البلاستيك من النيوبنتيل جليكول تُظهر تأثيراً باروكالوريكياً هائلاً (CBCEs)، وهو تأثير تبريد ناتج عن التحولات الطورية الناجمة عن الضغط. بلغت التغيرات في الإنتروبيا التي تم الحصول عليها حوالي 389 جول لكل كيلوغرام لكل كلفن بالقرب من درجة حرارة الغرفة. من المرجَّح أن تكون ظاهرة CBCE هذه مفيدة جدًّا في تقنيات التبريد بالحالة الصلبة المستقبلية.